# Dominik Horodyński
Dominik Zbigniew Horodyński herbu Korczak, ps. „Wileński” (ur. 24 lipca 1919 w Zbydniowie, zm. 27 sierpnia 2008 w Warszawie) – oficer Armii Krajowej, dziennikarz, publicysta, działacz społeczny i polityczny.

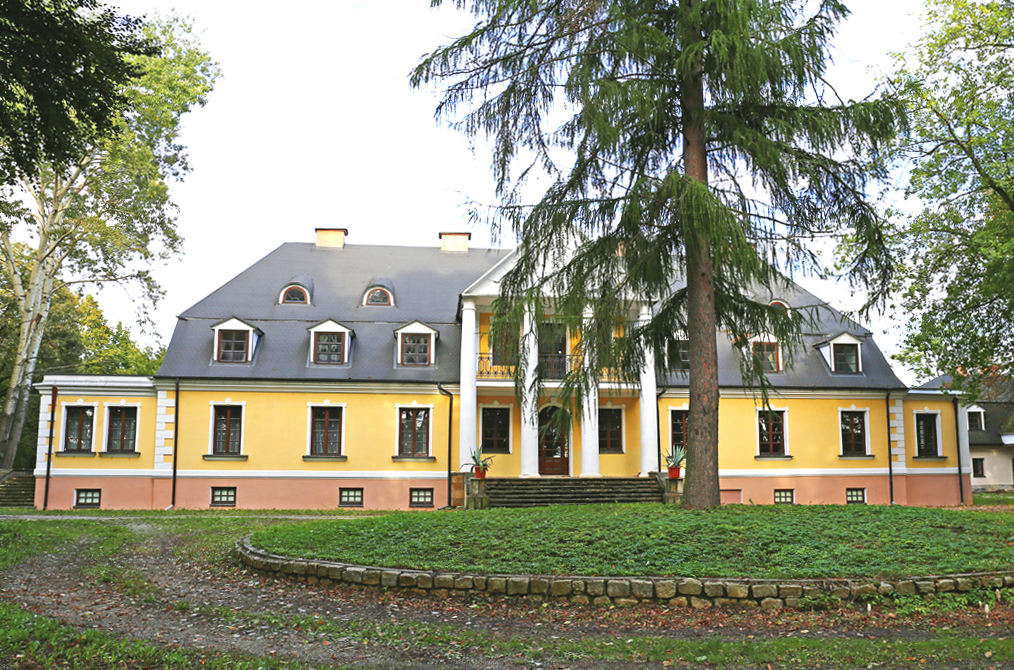
Dwór Horodyńskich w Zbydniowie

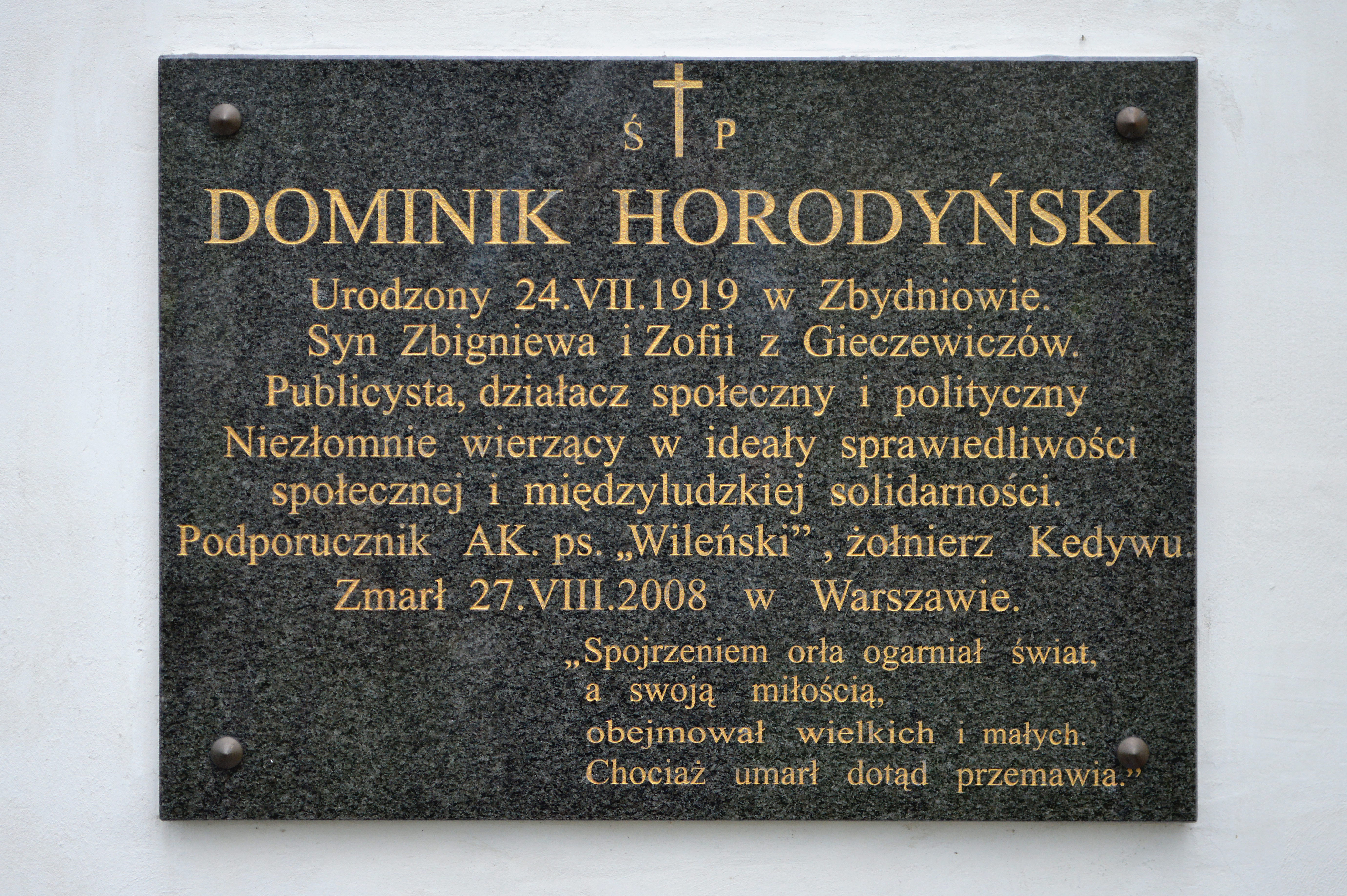
Tabliczka nagrobna Dominika Horodyńskiego w Zbydniowie

## Życiorys
Pochodził z rodziny ziemiańskiej. Był wnukiem Zbigniewa Leona Horodyńskiego (1851–1930), synem Zbigniewa Bogusława (1887–1943) i Zofii z domu Giecewicz (1892–1943), bratem Zbigniewa (1921–1944) , Andrzeja (1923–1944) i Anny (1929–1943). Uczył się w Państwowym Gimnazjum im. Zygmunta Augusta w Wilnie. W 1937 zdał egzamin dojrzałości. Po zdaniu matury zapisał się na wydział prawa Uniwersytetu Jagiellońskiego w Krakowie. Naukę przerwał wybuch II wojny. 
Pierwsze miesiące okupacji spędził w Zbydniowie. W styczniu 1940 wstąpił do Związku Walki Zbrojnej, a po zmianie organizacyjnej, Armii Krajowej. Jesienią 1940 wyjechał do Warszawy. W listopadzie 1941 roku  z ramienia Wydzielonej Organizacji Dywersyjnej Komendy Głównej AK został skierowany na wyjazd rozpoznawczy do Wilna i Mińska. Wiosną 1942 roku trafił na kurs Szkoły Podchorążych Rezerwy Piechoty ZWZ AK. Po skończeniu podchorążówki, wiosną 1943 roku został skierowany do Uderzeniowych Batalionów Kadrowych AK. W tym czasie posługiwał się pseudonimem „Wileński” oraz „Karol”. W sierpniu 1943 roku dowiedział się o zbrodni dokonanej przez Niemców na swojej rodzinie podczas masakry uczestników wesela 24 czerwca 1943 w rodzinnym majątku w Zbydniowie. Zginęli m.in. jego rodzice i siostra, (później brat Zbigniew dokonał egzekucji zleceniodawcy egzekucji, Martina Fuldnera).
W  styczniu 1944 podjął próbę przedostania się  do oddziałów polskich na Bliskim Wschodzie. Wraz z dwoma innymi ludźmi przekroczył granicę w Bieszczadach. Zostali jednak zatrzymani przez węgierskich żołnierzy. Uznano ich za szpiegów i osadzono w więzieniu  w Użhorodzie, później w Koszycach i Budapeszcie w więzieniu  dla więźniów politycznych. Po śledztwie w którym brali udział gestapowcy, w połowie marca odczytano im wyrok: przekazanie Niemcom. Jednak zamiast przekazania gestapowcom, więźniowie zostali zwolnieni i zawiezieni do urzędnika węgierskiego, który przeprosił za wszelkie przykrości, jakie ich spotkały. Po kilku dniach wyruszył w powrotną drogę do okupowanej Polski. Zaraz po powrocie nawiązał kontakt z ppłk. Janem Mazurkiewiczem „Radosławem”, który objął kierownictwo Kedywu po gen. Emilu Fieldorfie  ps. „Nil”. Posługiwał się nowymi nazwiskami: Józef Binkiewicz i Karol Zieliński.
Należał do Konfederacji Narodu. Był podporucznikiem Armii Krajowej, żołnierzem Kedywu, uczestnikiem powstania warszawskiego. Był adiutantem dowódcy Zgrupowania „Radosław”, ppłk. Jana Mazurkiewicza.
Po upadku Powstania Warszawskiego jego odział podjął decyzję o przebiciu się z Puszczy Kampinoskiej. Doprowadziło to do zagłady oddziału, jemu udało się jednak, jako jednemu z nielicznych, uratować. Zdobył dokumenty na nowe nazwisko i udał się do Krakowa. 

W Krakowie doczekałem ucieczki Niemców i wejścia Armii Czerwonej. Zakończyła się dla mnie wojna z Niemcami oraz  mój skromny udział w konspiracji politycznej i walce zbrojnej z okupantem hitlerowskim.”

W okresie PRL pracował jako dziennikarz, publicysta, działacz polityczny. Jako bezpartyjny pełnił mandat posła na Sejm PRL I kadencji (1952–1956) z okręgu nr 57 Częstochowa. Jako reprezentant posłów "bezpartyjnych" wszedł 6 marca 1953 w skład Ogólnonarodowego Komitetu Uczczenia Pamięci Józefa Stalina. Działał w Chrześcijańskim Stowarzyszeniu Społecznym. Zasiadał w zarządzie Stowarzyszenia „Pax”. Jako członek Komitetu Intelektualistów i Działaczy Katolickich, podpisał list 6 listopada 1950 przesłany do francuskich intelektualistów i wyrażający solidarność i propozycję współpracy. W 1952 był jednym z delegatów na Kongres Narodów w Obronie Pokoju. Publikował w piśmie „Dziś i Jutro”. Od 1967 do 1973 był wieloletnim korespondentem radia i telewizji w Rzymie. Od 1973 do 1981 był redaktorem naczelnym tygodnika „Kultura”.
Zmarł 27 sierpnia 2008. Został pochowany w kaplicy rodzinnej na cmentarzu  w Zaleszanach.
Jego żoną była Teresa z domu Ledóchowska (ur. 1920), z którą miał córki Olgę i Annę (ur. 1955).

## Odznaczenie
- Krzyż Oficerski Orderu Odrodzenia Polski (uchwałą Rady Państwa z 20 lipca 1954, za zasługi w pracy społecznej)[8]
- Złoty Krzyż Zasługi (postanowieniem prezydenta Bolesława Bieruta z 22 lipca 1952, na wniosek Polskiego Komitetu Obrońców Pokoju za zasługi w pracy społecznej)[9]